# 夸斯河畔拉沙佩勒
夸斯河畔拉沙佩勒（法語：La Chapelle-sur-Coise，法語發音：[la ʃapɛl syʁ kwaz]）是法国罗讷省的一个市镇，属于里昂区。

## 地理
夸斯河畔拉沙佩勒（45°39'17"N, 4°29'59"E）面积6.58 平方千米，位于法国奥弗涅-罗讷-阿尔卑斯大区罗讷省，该省份为法国中东部省份，北起顺时针与索恩-卢瓦尔省、安省、里昂大都会、伊泽尔省和卢瓦尔省接壤。
与夸斯河畔拉沙佩勒接壤的市镇（或旧市镇、城区）包括：阿韦兹、迪埃尔讷、拉拉雅斯。

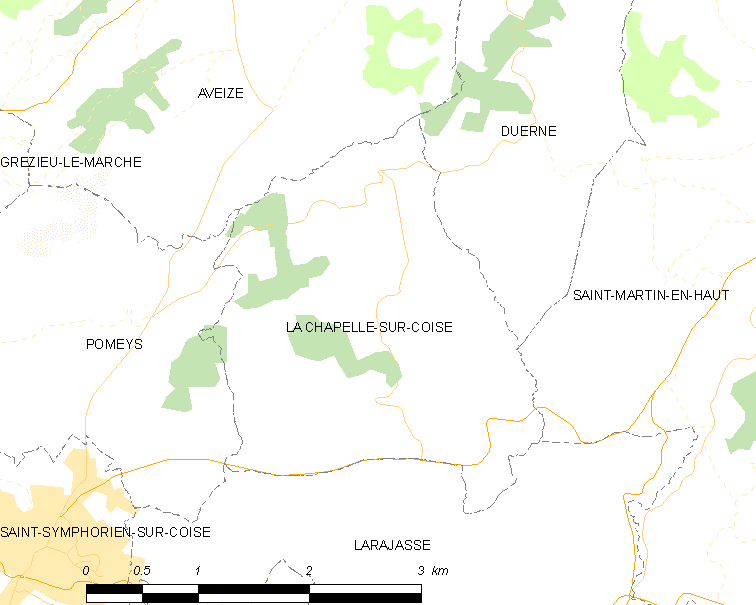
夸斯河畔拉沙佩勒的OSM定位图

夸斯河畔拉沙佩勒的时区为UTC+01:00、UTC+02:00（夏令时）。

## 行政
夸斯河畔拉沙佩勒的邮政编码为69590，INSEE市镇编码为69042。

## 政治
夸斯河畔拉沙佩勒所属的省级选区为沃涅赖县。

## 人口

1962-2008年间夸斯河畔拉沙佩勒人口变化图示

夸斯河畔拉沙佩勒于2022年1月1日时的人口数量为566人。